# Фонтен (Сена и Марна)
Фонтен (фр. Fontains) је насељено место у Француској у региону Париски регион, у департману Сена и Марна.
По подацима из 2011. године у општини је живело 253 становника, а густина насељености је износила 17,62 становника/km².

## Демографија
| 1962. | 1968. | 1975. | 1982. | 1990. | 2011. |
| ----- | ----- | ----- | ----- | ----- | ----- |
| 162   | 143   | 139   | 214   | 223   | 253   |